# 和田洋一 (スクウェア・エニックス)
和田 洋一（わだ よういち、1959年5月28日 - ）は、日本の実業家。株式会社スクウェア・エニックス及び株式会社タイトーの代表取締役社長を歴任。2023年8月現在は株式会社メタップス取締役、ワンダープラネット株式会社社外取締役、株式会社マイネット社外取締役、株式会社GENDA社外取締役、カバー株式会社社外取締役。2024年10月29日、暮らしにフィットする、株式会社クラシコム社外取締役に就任。

## 来歴・人物
愛知県名古屋市出身。名古屋市立田代小学校、名古屋市立城山中学校、愛知県立千種高等学校を経て、東京大学法学部卒業。1984年4月、野村證券入社。2000年4月、株式会社スクウェア入社。同年6月取締役兼CFO、2001年8月代表取締役COO、同年12月代表取締役社長兼CEOに就任。
株式会社スクウェアと株式会社エニックスの合併に伴い、2003年4月から株式会社スクウェア・エニックスの代表取締役社長に就任。2008年10月よりスクウェア・エニックス・ホールディングスへの体制変更に伴い、同社代表取締役社長に就任。2013年3月期の業績が最終益130億円の赤字となった責任を取り、2013年6月に辞任。その後事業会社のスクウェア・エニックスの取締役会長を2015年6月まで務めた。
2009年度から義務付けられた役員報酬の開示制度では、報酬額2億400万円であることが公表された。
2006年から2012年まで社団法人コンピュータエンターテインメント協会（CESA）会長を務めた。また、経団連著作権部会長（2006年 - 2013年）、コンテンツ・日本ブランド専門調査会の委員（2007年 - 2009年）なども歴任。
2011年以降、『ファイナルファンタジーXIV：新生エオルゼア』のインターネットライブに度々出演し、そのたびにハウジング（ゲーム中のプレイヤーが所有できる住宅システム）周りの資料を持ってくることから、ついには同作プロデューサー兼ディレクターの吉田直樹から「ハウジングおじさん」の名前を賜った（後に正式な肩書になり、スタッフロールでは「Mr. Housing」とクレジットされている）。
2014年9月、スクエニHD傘下の海外子会社で、クラウドゲーミング企業であるShinra Technologies, Inc. 並びに日本子会社であるシンラ・テクノロジー・ジャパンを立ち上げ、社長に就任。
新たなクラウドゲーミングの展開が注目されたが、2016年1月、資金調達の不調により事業継続が断念され、Shinra Technologies, Inc. 並びにシンラ・テクノロジー・ジャパンは解散されることとなり退任した。なお、シンラ・テクノロジー・ジャパンは2016年7月15日に特別清算開始決定を受けている。およそ16年携わってきたスクウェア・エニックスグループからも完全に離れる。
2015年5月にメタップスの社外取締役に就任。
2016年4月、藍綬褒章を受章。
2016年8月にワンダープラネットの社外取締役に就任。
2016年11月29日付けでメタップス取締役会長、12月1日付けでこの日設立された同社子会社のメタップスリンクスの取締役に就任。
2018年3月にマイネットの社外取締役に就任。
2021年4月にGENDAの社外取締役に就任。